# Richard Bein
Richard Bein (* 6. Juni 1920 in Meerane; † 19. September 2003 in Teupitz) war ein deutscher Nachrichtendienstler. Er war Hauptabteilungsleiter im Ministerium für Staatssicherheit (MfS) der DDR.

## Leben
Bein, Sohn eines Drehers und einer Arbeiterin besuchte nach der Volksschule eine Textilschule und ging von 1935 bis 1937 in die Lehre als Weber. 1937 wurde er Angestellter in einem Textilbetrieb und 1939 stellvertretender Betriebsleiter. Ab 1940 kämpfte Bein im Zweiten Weltkrieg. Im Januar 1943 desertierte Bein, lief zur Roten Armee über und wurde in sowjetische Kriegsgefangenschaft genommen. Er besuchte eine Antifa-Schule in Gorki und wurde 1944 Beauftragter des Nationalkomitees Freies Deutschland (NKFD) an der Karelischen Front und ab 1945 an der 1. Weißrussischen Front.
1945 kehrte Bein nach Deutschland zurück, wurde KPD-Mitglied und nach der Zwangsvereinigung von SPD und KPD 1946 SED-Mitglied. 1945 war er Leiter des Jugendausschusses beim Magistrat in Berlin-Schöneberg. 1946 zog Bein nach Leipzig und wurde dort Personalleiter beim Mitteldeutschen Rundfunk. 1949 wurde er Sekretär für Wirtschaft bei der SED-Kreisleitung in Borna. 1950 absolvierte Bein einen einjährigen Lehrgang an der Parteihochschule „Karl Marx“ der SED.
1951 wurde Bein vom Ministerium für Staatssicherheit (MfS) eingestellt und wurde Abteilungsleiter in der Hauptabteilung Personal, deren stellvertretender Leiter er 1953 wurde. 1955 war Bein Leiter der Abteilung Allgemeines und 1956 Leiter des Büros der Leitung. 1957 wurde er stellvertretender Leiter und war von 1960 bis 1968 Leiter der Hauptabteilung Verwaltung und Wirtschaft. 1961 wurde er zum Oberst befördert und 1964 mit dem Vaterländischen Verdienstorden in Bronze ausgezeichnet. 1968 wurde Bein Leiter der Abteilung Kader des VEB Montagebau Berlin, der dem MfS unterstand. 1974 ging Bein in den Ruhestand und verstarb 2003 in Teupitz.

## Auszeichnungen
- 1985 Medaille „40. Jahrestag des Sieges im Großen Vaterländischen Krieg 1941–1945“[3]